# 臺南市立延平國民中學
臺南市立延平國民中學，簡稱延平國中、延中，是一所位於臺灣臺南市北區的市立國民中學，成立於1957年，時稱「臺南市立延平初級中學」。

## 校史
1956年於臺南市北區鄭子寮籌設臺南市立中學分部，後於1957年11月16日奉准成立，稱「臺南市立延平初級中學」。1968年8月因實施九年國民義務教育，改為現名。1995年9月成立附設補校。2001年1月配合臺南市政府政策，協助臺南社區大學於校內成立。

### 歷任校長
| 任次 | 姓名   | 任職時間                    | 備註           |
| ---- | ------ | --------------------------- | -------------- |
| 1    | 曾勝羽 | 1957年11月－1962年9月       |                |
| －   | 劉育祈 | 1962年9月－1963年9月        | 市政府祕書兼代 |
| 2    | 盧明星 | 1963年9月－1974年7月        | 調任至中山國中 |
| 3    | 林秋澤 | 1974年8月－1979年7月        | 調任至安順國中 |
| 4    | 孫花甲 | 1979年8月－1985年           |                |
| －   | 溫彩棠 | 1985年－1985年8月           | 兼代           |
| 5    | 吳錦明 | 1997年8月－1990年9月        |                |
| －   | 黃定國 | 1990年9月－1990年11月       | 代理           |
| 6    | 陳炯明 | 1990年11月－1999年7月       |                |
| 7    | 王福來 | 1999年8月－2001年1月31日    | 退休           |
| －   | 馬乾勝 | 2001年2月1日－2001年7月31日 | 代理           |
| 8    | 戴明輝 | 2001年8月1日－2009年7月31日 |                |
| 9    | 胡惠   | 2009年8月1日－2013年7月31日 |                |
| 10   | 洪麗里 | 2013年8月1日－2016年7月31日 | 退休           |
| 11   | 杜俊興 | 2016年8月1日-2023年7月31日  |                |
| 12   | 楊力鈞 | 2023年8月1日-至今           |                |

## 校歌
延平國中校歌由王棪棻作詞作曲
古都巍峨 北郭蔥蘢 風光如畫 曙光融

延平屹立 桃李成叢 濟濟崢嶸 化育功

孜孜不倦 德藝研攻 重道尊師 揚校風

先賢崇仰 壯志如虹 許身為國 秉精忠

## 學生活動

### 校隊
- 籃球隊[5]
- 跆拳道隊
- 跳繩隊[4]

已解散：
- 橄欖球隊，曾經是臺灣國中橄欖球隊中的強隊，在1970年的全國橄欖球錦標賽奪得亞軍。
- 拳擊隊，原由前中華民國拳擊國手陳金銘教練帶領。
- 藤球隊，由代理老師姜力維擔任教練成立，也在教練離開後隨即解散[6]。

### 社團
- 嗡嗡社：為推廣校園公共衛生教育，防治登革熱疫情，延平國中於2018年成立全台南市第1所防蚊實驗社團「嗡嗡社」，由國家衛生研究院提供沒繁殖能力的雄蚊，讓學生透過實驗觀察蚊子的習性、特色，研究病媒蚊，並辦理社區探查、街訪，仿YouTuber拍攝影片，推廣相關防疫概念。[7]

## 學區
- 基本學區：北區大山里、公園里、六甲里、延平里、興北里、玉皇里（4至9、13、16鄰）、正風里、正覺里
- 共同學區
  - 民德國中：北區興南里、國姓里（1、6至13鄰）、玉皇里（10、11、12、14、15鄰）
  - 安順國中：安南區安和里
  - 安順國中、海佃國中：安南區溪北里
  - 安順國中、民德國中、海佃國中：安南區溪頂里[2]

## 知名校友
- 第1屆，林錫田，台南市天文協會前理事長。
- 第2屆，王建成，行政院經濟建設委員會專門委員。
- 第5屆，林碧炤，前總統府秘書長、前國立政治大學副校長。
- 第6屆，張嘉祥，前國立成功大學建築系所主任。
- 第6屆，徐步魁，華德學校財團法人董事長、前華德工家校長。
- 第6屆，葉紫良，世宇營造工程有限公司董事長。
- 第6屆，李燦榮，前台南高工校長。
- 第7屆，王榮德，臺大公共衛生學院職業醫學與工業衛生研究所教授。
- 第7屆，洪正中，前台南市副市長。
- 第7屆，洪瑞河，前中華職棒兄弟象棒球隊董事長。
- 第10屆，李坤煌，前台南市議員。
- 第11屆，李安，知名導演。
- 第11屆，楊俊佑，前國立成功大學醫學院院長。
- 第12屆，姜滄源，前台南市議員。
- 第14屆，黃郁文，前臺南市議會議長。
- 第14屆，李崗，知名導演。
- 第14屆，張清華，台灣知名建築師。
- 第14屆，康信鴻，前成大企管系系主任。
- 第15屆，姚昭智，前成大建築系所主任。
- 第26屆，何志中，安佃國小校長。
- 第30屆，幸佳慧，兒童文學作家。

## 外部連結
- 臺南市立延平國民中學